# Geisterholz
Das Naturschutzgebiet Geisterholz liegt im Kreis Warendorf in Nordrhein-Westfalen. Das etwa 299 ha große Gebiet, das im Jahr 2003 unter Naturschutz gestellt wurde, erstreckt sich zwischen der westlich gelegenen Kernstadt Ennigerloh und der östlich gelegenen Kernstadt  Oelde. Direkt am südlichen Rand verläuft die Landesstraße L 792 und direkt am nordöstlichen Rand die L 793. Etwas weiter entfernt südlich verläuft die A 2.
Die Unterschutzstellung erfolgt
- zur Erhaltung, Förderung, Entwicklung und Wiederherstellung von Lebensgemeinschaften und Lebensstätten landschaftsraumtypischer, seltener und gefährdeter Tier- und Pflanzenarten in einem großen, landesweit bedeutenden Waldkomplex mit gut ausgebildeten Sternmieren-Stieleichen-Hainbuchenwäldern und Waldmeister-Buchenwäldern in ihrer typischen standörtlichen Variationsbreite, inklusive ihrer Vorwälder, Gebüsch- und Staudenfluren sowie ihrer Waldränder
- aus wissenschaftlichen, naturgeschichtlichen, landeskundlichen und erdgeschichtlichen Gründen und wegen der biogeographischen Bedeutung
- wegen der Seltenheit, besonderen Eigenart und der hervorragenden Schönheit des Gebietes
- zur Sicherung des Naturhaushalts und zur Abwehr schädlicher Einwirkungen und negativer Veränderungen ökologischer Zusammenhänge
- als Bestandteil eines Biotopverbundes von landes- und europaweiter Bedeutung
- zur Bewahrung und Wiederherstellung eines günstigen Erhaltungszustandes der natürlichen Lebensräume und wildlebenden Tier- und Pflanzenarten von gemeinschaftlichem Interesse